# Phytoecia ferrea
Phytoecia ferrea är en skalbaggsart som beskrevs av Ludwig Ganglbauer 1887. Phytoecia ferrea ingår i släktet Phytoecia och familjen långhorningar. Inga underarter finns listade i Catalogue of Life.